# Cylindrothecium scariosum
Cylindrothecium scariosum là một loài Rêu trong họ Entodontaceae. Loài này được (Renauld & Cardot) Paris mô tả khoa học đầu tiên năm 1900.